# 蕾切尔·杰弗斯
蕾切尔·杰弗斯（英語：Rachel Jeffers，1985年4月20日—），美国女子赛艇运动员。她曾代表美国参加世界赛艇锦标赛，获得一枚金牌和一枚铜牌，均来自女子四人单桨无舵手项目。